# Miletus (Bischof)
Miletus war in der zweiten Hälfte des 5. Jahrhunderts (am ehesten um 470) Bischof von Trier. Aufgrund der damaligen Eroberungszüge und Zerstörungen durch die Franken gibt es kaum Dokumente aus seiner Zeit.